# شيرغان
شيرغان (بالفارسية: شیرغان) هي مستوطنة تقع في منطقة سانجار الريفية (Sangar Rural District) في إيران. يقدر عدد سكانها بـ 140 نسمة .